# جا باز کنید! جا باز کنید!
جا باز کنید! جا باز کنید! (انگلیسی: Make Room! Make Room!) رمانی علمی-تخیلی نوشته هری هریسون چاپ‌شده به سال ۱۹۶۶ است که عواقب رشد بی‌رویه جمعیت برای جامعه و نیز احتکار منابع توسط اقلیتی ثروتمند را مورد کاوش قرار می‌دهد.
این رمان اساس فیلم علمی-تخیلی بیسکویت سبز محصول سال ۱۹۷۳ شد؛ گرچه این فیلم بیشتر داستان و درونمایه رمان را تغییر داد و هم‌نوع‌خواری را راه حل تغذیه مردم معرفی کرد.